# Gouvernement Tigran Sarkissian III
Pour les articles homonymes, voir Gouvernement Tigran Sarkissian.
Arménie
T. Sarkissian II Abrahamian
Le gouvernement Tigran Sarkissian III est le gouvernement de l'Arménie du 19 avril 2013 au 13 avril 2014.

## Majorité et historique
Il s'agit du troisième gouvernement formé par Tigran Sarkissian, à la suite de l'élection présidentielle arménienne de 2013. Il est soutenu par le Parti républicain d'Arménie et État de droit.

## Composition
- Les nouveaux ministres sont indiqués en gras, ceux ayant changé d'attributions en italique.

| Poste                                                                  | Titulaire | Titulaire          | Parti |
| ---------------------------------------------------------------------- | --------- | ------------------ | ----- |
| Premier ministre                                                       |           | Tigran Sarkissian  | HHK   |
| Vice-Premier ministre Ministre de l'Administration territoriale        |           | Armen Gevorgian    | Sans  |
| Ministre de l'Agriculture                                              |           | Sergo Karapetyan   | OEK   |
| Ministre des Affaires étrangères                                       |           | Edouard Nalbandian | HHK   |
| Ministre de la Culture                                                 |           | Hasmik Poghosian   | Sans  |
| Ministre de la Défense                                                 |           | Seyran Ohanian     | Sans  |
| Ministre du Développement urbain                                       |           | Samvel Tadevosian  | Sans  |
| Ministre de la Diaspora                                                |           | Hranouch Hakobian  | Sans  |
| Ministre de l'Économie                                                 |           | Vahram Avanesian   | HHK   |
| Ministre de l'Éducation et des Sciences                                |           | Armen Achotian     | HHK   |
| Ministre des Finances                                                  |           | Davit Sargsian     | HHK   |
| Ministre des Infrastructures énergétiques et des Ressources naturelles |           | Armen Movsissian   | Sans  |
| Ministre de la Justice                                                 |           | Hrayr Tovmasian    | HHK   |
| Ministre de la Protection de la nature                                 |           | Aram Harutyunian   | HHK   |
| Ministre de la Santé                                                   |           | Derenik Dumanian   | Sans  |
| Ministre des Situations d'urgence                                      |           | Mher Chahgeldian   | OEK   |
| Ministre des Sports et des Affaires de la jeunesse                     |           | Youri Vardanian    | Sans  |
| Ministre des Transports et des Communications                          |           | Gagik Beglarian    | HHK   |
| Ministre du Travail et des Affaires sociales                           |           | Artem Asatrian     | HHK   |